# Nothocremastus nigritulus
Nothocremastus nigritulus är en stekelart som först beskrevs av Kolarov 1987.  Nothocremastus nigritulus ingår i släktet Nothocremastus och familjen brokparasitsteklar. Inga underarter finns listade i Catalogue of Life.